# Platygaster abia
Platygaster abia är en stekelart som beskrevs av Walker 1836. Platygaster abia ingår i släktet Platygaster och familjen gallmyggesteklar. Inga underarter finns listade i Catalogue of Life.